# Tadeusz Łoposzko
Tadeusz Łoposzko (ur. 15 czerwca 1929 w Jałówce, zm. 3 sierpnia 1994 w Lublinie) – polski historyk, badacz dziejów antycznych.

## Życiorys
Absolwent historii UW (1955). Od 1954 pracownik UMCS. Doktorat w 1961 na UW (Plebs miejski w Rzymie w okresie schyłku republiki; promotor Iza Bieżuńska-Małowist). Habilitacja w 1973 na Wydziale Humanistycznym UMCS (rozprawa pt. Podstawy społeczne ruchu Publiusza Klodiusza). Od 1982 profesor nadzwyczajny, 1989 – profesor zwyczajny. W latach 1975–1981 dziekan Wydziału Humanistycznego UMCS, 1982–1984 prorektor ds. Studenckich, 1987–1991 dyrektor Instytutu Historii UMCS.

## Wybrane publikacje
- Trybunat Publiusza Klodiusza w świetle źródeł i historiografii, Warszawa: Państwowe Wydawnictwo Naukowe 1974.
- Tajemnice starożytnej żeglugi, Gdańsk: Wydawnictwo Morskie 1977.
- (współautor: Henryk Kowalski), Historia starożytna: przewodnik metodyczny dla studentów studiów zaocznych, Lublin: UMSC 1983.
- Historia społeczna republikańskiego Rzymu, Warszawa: PWN 1987.
- Zarys dziejów społecznych cesarstwa rzymskiego,  Lublin: UMCS 1989.
- (redakcja) Z osiągnięć polskiej archeologii śródziemnomorskiej (materiały z konferencji) [Lublin 3-5 V 1988 r.], pod red. Jana Gurby i Tadeusza Łoposzki, Lublin: Wydawnictwo Uniwersytetu Marii Curie-Skłodowskiej 1991.
- Starożytne bitwy morskie, Gdańsk: Wydawnictwo Morskie 1992.
- Starożytni piraci Morza Śródziemnego, Lublin: Wydawnictwo Uniwersytetu Marii Curie-Skłodowskiej 1994.
- Największy kataklizm w dziejach ludzkości, Lublin: Wydawnictwo Uniwersytetu Marii Curie-Skłodowskiej 1996.